# Суперкубок Китаю з футболу 1997
Суперкубок Китаю з футболу 1997  — 3-й розіграш турніру. Матч відбувся 12 березня 1998 року між чемпіоном клубом Далянь Ваньда та володарем кубка Китаю клубом Бейцзін Гоань.
| Володар Суперкубка Китаю 1997 |
| ----------------------------- |
|                               |
| Бейцзін Гоань Перший титул    |

## Матч

### Деталі
| 12 березня 1998 14:00 (EEST) |

| Далянь Ваньда | 1:2 | Бейцзін Гоань   |
| ------------- | --- | --------------- |
| Ван Тао 16'   |     | Олівас 80' 119' |

| Спортивний центр, Веньчжоу |